# 하백의 신부
《하백의 신부》는 윤미경의 순정만화이다. 〈윙크〉에 연재되었다. 단행본으로는 24권이 발행되었으며, 외전과 화집도 발행되었다.

## 드라마
텔레비전 드라마화가 진행되어 2017년 7월 3일부터 tvN에서 방송 되었다.
《하백의 신부》는 JTBC에서 2017년 7월 3일부터 2017년 8월 22일까지 방영된 월화 드라마이다.
주요 등장인물로는 신세경(소아 역), 남주혁(하백 역), 임주환(후예 역), 정수정(무라 역), 공명(비렴 역).

## 줄거리
- 만화 <하백의 신부> 스핀오프! 2017년, 인간 세상에 내려온 물의 신(神) '하백'과 대대손손 신의 종으로 살 팔자로, 극 현실주의자인척하는 여의사 '소아'의 신(神)므파탈 코믹 판타지 로맨스